# Домрачев, Пётр Николаевич
Пётр Никола́евич До́мрачев (17 декабря 1904 года,  д. Шалагино, Вятская губерния,  Российская империя — после  1985 года,   Нижегородская область, Россия) — советский военачальник, полковник (17.09.1939).

## Биография
Родился 17 декабря 1904 года в  деревне Шалагино ныне в Шарангском районе Нижегородской области.  Русский. В 1917 году окончил  земского училище, а в  1920 году окончил высшее начальное училище в селе Шаранга   Вятской губернии. Затем работал секретарем и председателем сельсовета в деревне Шалагино.

### Военная служба

#### Межвоенные годы
В октябре 1923 года добровольно поступил в 10-ю пехотную школу в городе Вятка, затем был переведен в Объединенную военную школу им. ВЦИК в Москве.  В сентябре 1926 года окончил ее и был назначен командиром взвода в 74-й стрелковый полк 25-й стрелковой дивизии УВО в городе Полтава. Член ВКП(б) с 1926 года. С декабря 1929 года по декабрь 1931 года там же был заведующим военным кабинетом Дома Красной армии, затем вернулся в 74-й стрелковый полк и проходил службу начальником штаба батальона и начальником полковой школы. В апреле 1935 года он был назначен начальником полковой школы в 297-й стрелковый полк 99-й стрелковой дивизии КВО в городе Умань.  
С мая 1935 года по август 1938 года учился в Военной академии РККА им. М. В. Фрунзе, затем был назначен старшим помощником начальника отдела Автобронетанковых войск штаба Дальневосточного Краснознаменного фронта в городе Хабаровск. С сентября 1938 года занимал должность начальника штаба 48-й механизированной бригады, входившей в состав 1-й Отдельной Краснознаменной армии в городе Ворошилов-Уссурийский. С мая 1939 года был начальником спецгруппы при Военном совете армии (с июля 1940 г. — в составе Дальневосточного фронта). В ноябре 1940 года полковник  Домрачев назначен командиром 23-й моторизованной бригады этого же Дальневосточного фронта в городе Лесозаводск, с марта 1941 года  вступил в командование 69-й моторизованной дивизией 2-й Краснознаменной армии этого же фронта.   

#### Великая Отечественная война
С началом  войны дивизия была переброшена на запад и 13-15 июля 1941 года сосредоточена в районе города Валдай Ленинградской области. 17 июля она была переформирована в 107-ю танковую дивизию и подчинена командованию Западного фронта. После этого дивизия была передислоцирована сначала в район западнее Ржева, затем под станцию Крапивня Смоленской области, где 23 июля вступила в бой с немецкими танковыми частями. С 31 июля она входила в состав 30-й армии Западного фронта и участвовала в Смоленском сражении. В начале августа ее части вели успешные бои на вяземском направлении в районе населенных пунктов Шелены, Лукашевка, в ходе которых нанесли большой урон противнику. Об этом было опубликовано в газете «Правда» от 11 августа 1941 года (статья «Поражение 20-й немецкой танковой дивизии»). 30 августа 1941 года дивизия заняла оборону под городом Белый. На следующий день 31 августа  Домрачев был тяжело ранен в руку и находился на лечении в госпиталях в Москве, Омске и Барнауле.
После выздоровления в феврале 1942 года назначен начальником Бийского пулеметно-минометного училища СибВО. В марте переведен на должность начальника 1-го Омского военно-пехотного училища им. М. В. Фрунзе. В декабре 1943 года зачислен в распоряжение ГУК НКО, затем в январе 1944 года назначен старшим преподавателем кафедры общей тактики Военной академии РККА им. М. В. Фрунзе. С 26 июня 1944 года полковник  Домрачев направлен во 2-ю гвардейскую армию для назначения командиром дивизии. С 9 июля допущен к исполнению должности заместителя командира 54-го стрелкового корпуса в составе 1-го Прибалтийского фронта. С 9 августа 1944 года вступил в командование 24-й гвардейской стрелковой Евпаторийской Краснознаменной дивизией, входившей в 13-й гвардейский стрелковый корпус тех же армии и фронта. До 11 октября ее части вели бои по освобождению Литвы и Латвии, участвуя в Шяуляйской наступательной операции, отражении сильных контрударов противника в районе города Шяуляй и Рижской наступательной операции. 11 октября они пересекли границу Восточной Пруссии и до 2 ноября вели наступательные бои по овладению Тильзитскими укреплениями. С 20 декабря 1944 года дивизия в составе тех же корпуса и армии вошла в 3-й Белорусский фронт. С 25 января по апрель 1945 года она в составе 39-й, затем 43-й армий вела бои в районе Кенигсберга, участвовала в Инстербургско-Кенигсбергской, Кенигсбергской и Земландской наступательных операциях. С 24 апреля дивизия в составе 43-й армии находилась в резерве фронта, затем была перегруппирована в район городов Данциг, Гдыня, Нойштадт. За умелое руководство дивизией в боях в Восточной Пруссии и проявленные при этом высокие боевые качества командир дивизии полковник  Домрачев был награжден орденом Красного Знамени.
За время войны комдив Домрачев  был один раз персонально упомянут в благодарственных в приказах Верховного Главнокомандующего.

#### Послевоенное время
После войны продолжал командовать это же дивизией (с августа 1945 г. — в составе Смоленского ВО). В мае 1946 года дивизия была переформирована в 3-ю гвардейскую отдельную стрелковую Евпаторийскую Краснознаменную бригаду в составе МВО. В сентябре 1946 года  Домрачев был прикомандирован к Военной академии им. М. В. Фрунзе для использования на преподавательской работе. 19 декабря 1946 года гвардии полковник уволен в запас по болезни.

## Награды
- три ордена Красного Знамени (29.07.1944[5], 03.11.1944[6][7], 09.06.1945[8])
- два ордена Отечественной войны I степени (02.06.1945[9],  06.04.1985[10])
  - медали в том числе:
  - «За оборону Москвы» (1944)
  - «За победу над Германией в Великой Отечественной войне 1941—1945 гг.» (1945)
  - «За взятие Кёнигсберга» (1945)
- знак «50 лет пребывания в КПСС»

Приказы (благодарности) Верховного Главнокомандующего в которых отмечен П. Н. Домрачев.
- За овладение крепостью и главным городом Восточной Пруссии Кенигсберг — стратегически важным узлом обороны немцев на Балтийском море. 9 апреля 1945 года. № 333.